# Holmgang
 Der er for få eller ingen kildehenvisninger i denne artikel, hvilket er et problem. Du kan hjælpe ved at angive troværdige kilder til de påstande, som fremføres i artiklen.

Holmgang var en nordisk duelform, der blev praktiseret fra den tidligere vikingetid. Det var en godkendt måde at afgøre uenighed på. 
Holmgang betyder at gå på øen, en holm betyder på dansk (oldnordisk) en "lille ø", typisk en lille ø eller halvø i en fjord, og dannede dermed et naturligt afgrænset kampområde til at afgøre tvisten på. 
Teorien bag holmgang var, at det var en forholdsvis fredelig måde at afgøre en uenighed på. Uenigheden kunne være omkring en kvinde, en ejendom, en fornærmelse eller andet, og kun de to implicerede parter skulle mødes på holmen.  
Holmgang blev kæmpet forholdsvist hurtigt efter, at tvisten opstod, typisk 3-7 dage. Holmgang var i høj grad en æressag, og dukkede man ikke op til holmgang kunne det have store konsekvenser. I visse tilfælde kunne en stedfortræder blive brugt i holmgang, hvis der var stor aldersforskel på duellanterne, eller den ene part var syg. Nægtelse af holmgang ville resultere i øjeblikkelig udstødelse af samfundet.

## Holmgang i historien
Den svenske Hednalagen, (lovgivning) fra det 13. århundrede beskriver i brudstykker reglerne for Holmgang. 
De præcise regler varierede meget fra sted til sted, og de ændredes også med tiden. Holmgængere ville typisk på forhånd aftale reglerne for kampen. Denne kunne være ubevæbnet (nævekamp eller brydekamp) eller indeholde et eller flere våben og sågar fuld rustning. 
Typisk var reglen den, at man kæmpede til døden. Dræbte man sin modstander gjaldt det ikke som mord, dog skulle der stadig betales halv mandebod for et drab. Vinderen kunne gøre krav på det, som tvisten omhandlede, direkte efter holmgangen. Det kunne f.eks. være en fejde over jord eller ejendom.
De tidligste former for holmgang har med stor sandsynlighed endt med en død eller hårdt såret modstander, hvor reglerne senere blev lavet om til at være mere rituelle.
Senere holmgang bliver beskrevet i Kormaks saga fra Norge, der beretter, hvordan holmgang blev kæmpet på en oksehud, som blev bredt ud på et gulv i et kvadrat på 3 m × 3 m. Den blev holdt til jorden med pinde på en måde, man ikke helt er klar over i dag. Området var yderligere markeret med 3 "ringe" uden om skindet, der gav kæmperne yderligere en meter plads, dvs. at ringen var 5 m × 5 m, og i hvert hjørne stod en pind med en snor bundet til den næste. Dette ligner påfaldende meget en moderne boksering.
Holmgængere skulle kæmpe inden for dette område. At træde ud af området eller at blive kastet ud af ringen betød, at modstanderen havde vundet. Gjorde man det med vilje, blev man anset for at være en kujon.
Der findes en enkelt reference i Kormaks saga om, hvordan en tyr blev ofret før en holmgang. Dog ville vinderne typisk ofre efter en glorværdig sejr. 
Holmgængere var nu underlagt helt specielle æresregler. De angav, at hver kæmper havde tre skjolde, som måtte bruges. Typisk brugte man økser eller sværd som våben. Den, der blev udfordret, vandt også "første slag", og derefter måtte modstanderne slå på hinanden efter tur. Slagene ville typisk smadre skjoldene, og kæmperne måtte tage et nyt skjold, når det gamle var ødelagt. Typisk endte kampen med første træffer på modstanderen, og således blev holmgang mere fredeligt i koncept.
Dette minder meget om senere Islandsk holmgang, som var beregnet til at komme unødige voldsepisoder og mord til livs.

## Holmgang forbydes
Fra de tidlige former for holmgang fandtes der dem, der udnyttede æresbegreberne, en slags "professionelle" holmgængere, der udnyttede reglerne. Dette kunne være professionelle krigere, eller beserker, der så sig lune på et stykke land eller en andens ejendom. Dette kunne han få ved at udfordre til holmgang. Grundet stadig og mere listig udnyttelse af den hæderskamp, som holmgang var tænkt som, blev det forbudt på Island i år 1006 efter en duel mellem en poet Gunnlaugr Ormstunga og krigeren Hrafn Önundarson (Gunlaug Ormstunges saga). Dette var den sidste holmgang på Island. Der fortælles hvordan Gunnlaugr blev forlovet som 18-årig, med Helga "den skønne", og aftalen var, at han skulle hente hende og bringe hende hjem til sig inden for en periode på tre år. Grundet vejret tog det Gunnlaugr fire år at komme til Island efter Helga, men han opdager til sin gru, at Helga mod sin vilje er blevet bortgiftet til en viking ved navn Hrafn. Gunnlaugr føler sig stærkt forurettet og går til landstinget med sagen. Her udfordrer han krigeren Hrafn til holmgang, og holmgangen mellem de to tillades. Kampen ender med, at Gunnlaugr vinder ved at dræbe Hrafn, men pådrager sig så dødelige kvæstelser under kampen, at han selv dør kort tid efter i en alder af kun 25 år. 
Holmgang blev dernæst forbudt i resten af Norden i 1014.